# Рублева (Свердловская область)
Рублева — упразднённая деревня в Каменском районе Свердловской области России.
Объединена с деревней Белоносовой в 1962 году.

## География
Рублева располагалась между селом Белоносово и бывшей деревней Бухаровой.

## История
Точное время возникновения деревни Рублева неизвестно, предположительно начале XIX века, так как в переписях XVIII века деревня не упомянута.  Жители занимались земледелием. В 1929 году в деревне образован колхоз «Красный день», с 1934 года ставший имени Куйбышева, а в 1960 году его земли вошли в совхоз имени Ленина.
14 мая 1962 года деревни Белоносова и Рублева объединены в деревню Белоносова.

## Население
- По данным Всесоюзной переписи населения 1926 года, в деревне  Рублевой был 71 двор с населением 348 человек (мужчин — 162, женщин — 186), все русские[6]